# Milagros Menéndez
Milagros Abigail Menéndez (23 de marzo de 1997, Mar del Plata, Argentina) también conocida como Mili Menéndez es una futbolista argentina que juega como delantera en el Al-Amal de la Saudi Women's Premier League.
Jugó en Racing Club de la Primera División de Argentina y en la Selección femenina de fútbol de Argentina.

## Trayectoria

### Inicios
Su amor por el fútbol nació jugando con varones en su barrio natal. Siendo niña, jugó en Racing de Mar del Plata hasta que llegó a una edad en la que la institución ya no permitía jugar a mujeres. De allí fue a Punto Sur y luego a Deportivo Cristal, donde llamó la atención y logró ingresar al Club UAI Urquiza y empezó su carrera profesional. Antes de dedicarse al fútbol, tuvo una destacada actividad en el karting, donde se convirtió en la primera mujer bicampeona de la AZK en los años 2008 y 2009.
Menéndez fue la primera mujer en ser reconocida como deportista destacada en los premios "Lobo de Mar", distinción que recibió en dos oportunidades, la primera en la categoría de karting (2009) y la segunda en fútbol (2018).

### Trayectoria profesional
Jugando para UAI Urquiza, consiguió tres títulos en tres años en los campeonatos femeninos de la Asociación del Fútbol Argentino de 2016, 2017-18 y 2018-19, siendo titular como delantera.
En agosto de 2019, fue fichada por Racing Club en su primer contrato profesional, tras rechazar una oferta del fútbol brasileño. La delantera no tardó en convertirse en una pieza clave del equipo, siendo titular en todos los partidos (15) del campeonato argentino 2019-20 y volviéndose la goleadora de la Academia con 10 tantos. Sin embargo, su gran desempeño se vio interrumpido debido a la suspensión del fútbol a causa de la pandemia por coronavirus.
El 27 de junio de 2020, dio a conocer vía Instagram que dejaba a la Academia y partía al Granada CF, dando así un paso grande en su carrera. En agosto de 2021 ficha por Elche CF de la Primera Federación Femenina (segunda división de España).
En julio de 2022 regresa a Racing Club siendo su segunda etapa en el club.
En febrero de 2024 fue cedida por un año a préstamo con opción de compra al Santos Futebol Clube (femenino).

## Selección nacional
Milagros fue parte de la selección de fútbol que se clasificó para el Campeonato Mundial de Francia 2019. Marcó el primer gol de la selección argentina en dicho mundial ante la selección de Escocia.
Fue parte de la selección argentina durante los Juegos Panamericanos de 2019, obteniendo la medalla de plata, el mejor resultado de la selección en los Juegos Panamericanos.

#### Participaciones en Copas del Mundo
| Torneo               | Sede    | Resultado    | Partidos | Goles | Asistencias |
| -------------------- | ------- | ------------ | -------- | ----- | ----------- |
| Copa Mundial de 2019 | Francia | Primera fase | 1        | 1     | 0           |

## Clubes
| Club          | País           | Año       |
| ------------- | -------------- | --------- |
| Urquiza (MDP) | Argentina      | 2013-15   |
| UAI Urquiza   | Argentina      | 2016-19   |
| Racing Club   | Argentina      | 2019-20   |
| Granada CF    | España         | 2020-21   |
| Elche CF      | España         | 2021-22   |
| Racing Club   | Argentina      | 2022-24   |
| Santos        | Brasil         | 2024-act. |
| Al-Amal       | Arabia Saudita | 2025-act. |

## Palmarés

### Clubes
| Título                   | Equipo        | Lugar     | Año     |
| ------------------------ | ------------- | --------- | ------- |
| Liga Marplatense FuFFeMa | Urquiza (MDP) | Argentina | 2013    |
| Liga Marplatense FuFFeMa | Urquiza (MDP) | Argentina | 2014    |
| Primera División         | UAI Urquiza   | Argentina | 2016    |
| Primera División         | UAI Urquiza   | Argentina | 2017-18 |
| Primera División         | UAI Urquiza   | Argentina | 2018-19 |

### Distinciones individuales
| Distinción                                            | Año  |
| ----------------------------------------------------- | ---- |
| Deportista destacada en Karting (Premios Lobo de Mar) | 2009 |
| Deportista destacada en Fútbol (Premios Lobo de Mar)  | 2018 |